# Arrivano i nostri
Arrivano i nostri è un film del 1951 diretto da Mario Mattoli.
Film comico italiano con Walter Chiari, Carlo Croccolo, Giuseppe Porelli, Riccardo Billi e Mario Riva.

## Trama
Walter, innamorato di Lisetta, figlia di un barone indebitato, si associa a tre artisti per sventare i piani del padrone che vuole sposare la sua donna. Nonostante il tentativo di ricatto del disonesto industriale, Walter, all'ultimo momento, raggiungerà il suo scopo.

## Produzione
Prodotto da Nicola Naracci e Angelo Mosco per Excelsa Film, ispettore di produzione Dino De Laurentiis, girato alla FERT di Torino nell'estate 1950, per uscire nelle sale il 7 marzo 1951.